# Westphalothripides
Westphalothripides – wymarły rodzaj owadów z nadrzędu Thripida, obejmujący tylko jeden znany gatunek: Westphalothripides oudardi.
Rodzaj i gatunek typowy opisali w 2012 roku Patricia Nel, Dany Azar, Jakub Prokop i André Nel. Opisu dokonano na podstawie pojedynczej skamieniałości, pochodzącej z piętra baszkiru (westfalu C lub D w karbonie), odnalezionej w gminie Avion, na terenie francuskiego departamentu Pas-de-Calais. Epitet gatunkowy nadano na cześć Jacquesa Oudarda. Autorzy zaliczyli je do monotypowej rodziny Westphalothripidesidae. Analizy kladystyczne przeprowadzone przez Nel i współpracowników w 2012 oraz 2014 roku wskazują, że takson ten stanowi grupę siostrzaną dla Lophioneurida lub Panthysanoptera.
Owad znany tylko z prawie kompletnego odcisku skrzydła. Jego znaczne podobieństwo do przednich skrzydeł innych paleozoicznych Paraneoptera wskazuje, że jest to skrzydło przednie, jednak nie ma co do tego pewności. Długość skrzydła wynosiła około 7,4 mm, a szerokość 2 mm. Jako potencjalną autapomorfię tego taksonu wymienia się obecność bardzo długiego wspólnego trzonu żyłki radialnej i medialnej (R+M), wskutek czego nasada tej drugiej leży wyraźnie bliżej nasady tylnej żyłki radialnej niż przedniej żyłki kubitalnej. Pozostałe cechy użyłkowania mają charakter plezjomorfii. Tylna żyłka subkostalna kończyła się na odsiebnej połowie krawędzi kostalnej skrzydła, a pole pomiędzy nią a żyłką kostalną miało 0,2 mm szerokości. Wspólny trzon żyłek radialnej, medialnej i przedniej kubitalnej był wypukły. Nasadowy trzon żyłki medialnej był krótszy od jej odgałęzień. Żyłka poprzeczna łącząca przednią i tylną żyłkę kubitalną (cua-cup) była bardzo długa, a przednia żyłka kubitalna przed miejscem jej przyłącznia była łukowato wygięta ku przodowi.